# 김현수 (성악가)
김현수(1987년 1월 12일 ~ )는 대한민국의 성악가이자 팝페라 가수이다.

## 생애
1987년 1월 12일 서울특별시에서 태어났다.

### 학창 시절
2005년 입학한 서울대학교 성악과를 거쳐 동대학원을 졸업하였다.

### 데뷔 이후
2007년 뮤지컬 배우 첫 등장한 그는 이후 2014년 국립합창단, 2015년 라움아트센터 매니저를 거쳐 2015년부터 직접 결성한 고품격 4인조 성악 앙상블 WeltrauM의 대표를 맡고 있으며, 지금도 활발히 활동 중이다. 2016년 JTBC의 오디션 프로그램 팬텀싱어에서 주목받기 시작한 그는 방송에서 결성한 포르테 디 콰트로의 일원으로 초대 우승자로 경연을 끝맺었다. 이후 1년간 소속사 아트앤아티스트와의 계약을 포함해 전국투어콘서트, 음반 레이블 데카를 통한 정식앨범 발매를 진행 중에 있다. 뿐만 아니라 지난 2017년 3월에는 월간윤종신 3월호의 주인공으로 정식 음원 "마지막 순간"을 발매했다. 2017년 하반기, 개인 아티스트로서 아트앤아티스트와 계약하여 개인활동 역시 순항 중이다.

## 학력
- 환호유치원(졸업)
- 대명초등학교(졸업)
- 신명중학교(졸업)
- 둔촌고등학교(졸업)
- 서울대학교 성악과(졸업)
- 서울대학교 대학원 성악과(졸업)

## 데뷔
- 2008년 7월8일 서울시립오페라단 나눔오페라 'La traviata'로 데뷔
- 2017년 5월7일 소속그룹 포르테 디 콰트로 전국투어 수원콘서트로 데뷔[2]

## 수상
- 2015 소속그룹 벨트라움 통일부 주관 UniMusic Race Top 12 선정
- 2015 C채널 생방송 가스펠스타C 대상
- 2015 One dream One Korea 공모전 대상 수상, 통일부장관상 수상
- 2016 소속그룹 포르테 디 콰트로 JTBC 팬텀싱어 초대우승

## 주요 이력
- 2007 서울시립오페라단 나눔오페라 오페라 조역
- 2008 서울시립오페라단 나눔오페라 'La traviata' 주역
- 2009 공군본부 군악대 성악병
- 2011 숙명여자대학교 & 영국왕립음악원 연합 오케스트라 협연
- 2011 서울대학교 오페라단 'Cosi fan tutte' 주역
- 2012 숙명여자대학교 정기오페라 'Cosi fan tutte' 주역
- 2013 폭스캄머오페라단 'La traviata' 주역
- 2013 'Zauber flote(마술피리)' 주역
- 2014 문화체육부 소속 국립합창단 단원
- 2016 윤석화 연극 무대 데뷔 40주년 기념 연극 '마스터 클래스' 토니 역

## 무대

### 공연
- 2017 제 98주년 3.1절 기념식
- 2016 제주 롯데호텔 해온 특별 봄,여름 Serenade 정기 콘서트 7~9월
- 2016 제주 롯데호텔 해온 정기 콘서트 7월~11월
- 2014 문화체육부 소속 국립합창단 단원
- 2013 폭스캄머오페라단 'La traviata' 주역
- 2013 Zauber flote(마술피리) 주역
- 2012 숙명여자대학교 정기오페라 'Cosi fan tutte' 주역
- 2011 숙명여자대학교 & 영국왕립음악원 연합 오케스트라 협연
- 2011 서울대학교 오페라단 'Cosi fan tutte' 주역
- 2009 공군본부 군악대 성악병
- 2008 서울시립오페라단 나눔오페라 'La traviata' 주역
- 2008 세종문화회관 개천절특집 생방송 학생대표 애국가 선창
- 2007 서울시립오페라단 나눔오페라 오페라 조역
- 시흥 물왕예술제 초청공연
- 여수 GS 칼텍스 예울마루 대극장 피아니스트 강혜정 교수와 토크콘서트
- 4회 Dmz연천 국제 음악제 참여
- 롯데 백화점 청량리점 문화홀 초대연주
- 신한생명 연수원 정기 콘서트
- 한국 문화예술 직업 전문학교 입학식 축하공연
- 평창 동계 올림픽 성화 봉송 특별공연
- 교보생명과 함께하는 음악회
- 인천 봉화식 성화 봉송 특별공연
- 인천공항 사설문화공연 프로젝트 `문화와 하늘을 잇다` 전속출연
- 서울대학교 입학식,졸업식 축하공연
- 행정자치부 주관,GK Korea 주관 통일 콘서트 초청공연
- 행정자치부 주관 삼성 코엑스 정부 3.0 체험마당 통일 콘서트
- 남이섬 한국 국제 예술원 연주
- 인천공항 사설문화공연 프로젝트 `문화와 하늘을 잇다` 전속출연
- 평창 동계 올림픽 성화 봉송 특별공연
- 인천 봉화식 성화 봉송 특별공연
- 시흥 경기과학대학교 입학식 축하공연
- 광명 스피돔 상설공연
- 정부종합청사 초청 연주
- 서울우유 국제 학술 심포니엄 연주

### 콘서트
- 2017 [팬텀싱어 갈라콘서트]
- 2017 [팬텀싱어 포르테 디 콰트로 전국투어 콘서트]

## 미디어

### 방송 출연
- 조영남과 함께 임백천7080라디오,이성미 노사연 라디오쇼 생방송 출연 외 1000여회 연주
- 2015 KBS <불후의명곡> 221회 부활 편 - 출연자 뮤지컬 가수 Kai 무대 참여[3]
- 2015 C채널 생방송 <가스펠스타C> 출연[4]
- 2016 소속그룹 벨트라움 SBS <판타스틱 듀오> 출연 (8월21일자 방송)[5]
- 2016~2017 소속그룹 포르테 디 콰트로 JTBC <팬텀싱어> 시즌1 출연
- 2024 미스터트롯3 참가

### 음원 및 음반 발매
- 2015 가스펠스타C 시즌5 디지털 싱글 음원 《하늘에 속한 사람》
- 2016 JTBC <팬텀싱어> 디지털 싱글 음원 《하얀 나비》, 《꽃이 핀다》, 《꿈에》, 《집으로》, 《No more night》, 《Odissea》, 《Notte Stellata》, 《베틀노래》, 《Adagio》
- 2017 소속그룹 포르테 디 콰트로 월간 윤종신 3월호 디지털 싱글 음원 《마지막 순간》
- 2017 소속그룹 포르테 디 콰트로(Forte di Quattro) 정식앨범 1집 《포르테 디 콰트로》 CD
- 2017 소속그룹 포르테 디 콰트로(Forte di Quattro) 정식앨범 1집 《포르테 디 콰트로》 LP
- 2017 소속그룹 포르테 디 콰트로(Forte di Quattro) 정식앨범 1집 《포르테 디 콰트로》 리패키지
- 2017 소속그룹 포르테 디 콰트로(Forte di Quattro) 정식앨범 2집 《Classica》
- 2018 개인 앨범 1집 《Sogno》
- 2018 소속그룹 포르테 디 콰트로(Forte di Quattro) 정식앨범 2.5집 《Colors》
- 2019 소속그룹 포르테 디 콰트로(Forte di Quattro) 정식앨범 3집 《Harmonia》
- 2021 소속그룹 포르테 디 콰트로(Forte di Quattro) 디지털 싱글 음원 《Comes True》
- 2021 팬텀싱어 올스타전 디지털 싱글음원 《도시의 Opera》, 《길》